# خير الدين حسيب
خير الدين حسيب (آب/أغسطس 1929 - 12 آذار/ مارس 2021)؛ هو مفكر قومي عربي من العراق. شغل منصب المدير العام لمركز دراسات الوحدة العربية منذ إنشائه في بيروت سنة 1975.

## النشأة
ولد الدكتور خير الدين حسيب في مدينة الموصل بالعراق في آب (أغسطس) 1929. بعد 15 يوماً من ولادته توفي والده، فتولى جده وجيه المنطقة رعايته. صار طفل الجدّ المدلل: يحضر مجالسه، ينقل إليه مطالب الأولاد والأحفاد. عائلته الثرية كانت تملك الأراضي والمواشي، لكنّ مرض الجدّ دفعها إلى بيع تلك الممتلكات. حين أنهى خير الدين المرحلة الثانوية، توفي الجد، فاضطر إلى البحث عن عمل للمساعدة في إعالة عائلته، وقَبِل بوظيفة في المتصرفية براتب 11 ديناراً. نال شهادته الجامعية من بغداد عام 1954، ثم تابع دراساته العليا في المملكة المتحدة بـمدرسة الاقتصاد بلندن ونال درجة الدكتوراه من جامعة كامبريدج، في المالية العامة.
لم يلتحق بالجامعة إلّا بعد عامين، على أثر افتتاح قسم مسائي في «كلية التجارة» في بغداد، عام 1950. في السنة الدراسية الأولى، كانت نسبة حضوره قليلة، أمّا في السنوات اللاحقة، فانتقل للعمل في قسم التفتيش الإداري في وزارة الداخلية في العاصمة بغداد، وتخرّج الأول على دفعته. حين ذهب إلى لندن لمتابعة دراسة الماجستير في «مدرسة الاقتصاد في لندن» عام 1954، كانت المرة الأولى التي يغادر فيها العراق. في عاصمة الضباب، نشط بفاعلية في جمعيات الطلابية العربية، حتى صار نائب رئيس «رابطة الطلاب العرب» في بريطانيا.
تحت عنوان «تقدير الدخل القومي في العراق»، عمل على أطروحته لنيل الدكتوراه، ما تطلّب منه دراسة ميدانية. هكذا، عاد إلى بلاده عام 1957، وزار مناطق مختلفة، في مرحلة مثّلت بدايةً للنفوذ الأميركي في العراق. في أحد الأهوار، شاهدَ رجلاً عارياً يزرع الأرز، تحت حرارة تصل إلى أكثر من خمسين درجة مئوية. في هور آخر التقى سكاناً، لم تلحظهم الإحصاءات السكانية الأولى للعراق، وفلاحين لا يملكون حتّى مياهاً نقيةً للشرب. يقول «أثّر هذا النوع من الفقر كثيراً على نظرتي إلى الأمور، وكان بداية لتوجهي التقدمي». هنا، يتوقّف عند كتاب يوسف صايغ «الخبز مع الكرامة» الذي صار شعار «مركز دراسات الوحدة العربية».
ولأنّ حسيب أُوفد لإكمال دراسته في بريطانيا ضمن بعثة على حساب وزراة النفط، حلّ مكان الموظفين الأجانب في العراق لدى عودته، وعُيّن رئيساً لـ«شعبة الإحصاء والأبحاث» في شركة النفط العراقية، لكنّ الأمور المالية كانت تُبت في لندن، فطلب حسيب من وزير النفط حينها طلعت شيباني نقله إلى جامعة بغداد ليدرّس فيها. عام 1961، اختير مديراً عاماً لاتحاد الصناعة، وفي العام نفسه زار مصر. بعد عودته إلى بغداد، بدأ العمل على مخطط لتشريعات اشتراكية، منها «قانون تأميم البنوك» وتعديل قانون ضريبة الدخل والتركات. بعد ذلك بعامين، وافق على تولي وظيفة «محافظ البنك المركزي». نستمع إلى سيرة حسيب شاباً، فنتذكر ما قرأناه عن العراق «أرض السواد» التي تعيش دوماً على فوهة بركان سياسي. فقد عاصر الرجل تطورات سياسية، بدأت بإطاحة نوري السعيد والنظام الملكي عام 1958، وتولي عبد الكريم قاسم رئاسة وزراء أول جمهورية، وما تلى ذلك من صراعات بين البعثيين والشيوعيين والقوميين، والمعادين للتجربة الناصرية. من تلك الأحداث كلها، يختار حسيب أن يخبرنا عن ليلة 13 يوليو 1964، حين التقى بإبراهيم يسري الرجل الثاني في السفارة المصرية في العراق. طلب منه حسيب إبلاغ عبد الناصر أن التشريعات الاشتراكية في العراق ستُعلن في اليوم التالي، وستُنشأ بموجبها مؤسسات اقتصادية. يُحسب لخير دين حسيب الذي كان «حاكماً للمصرف المركزي»، إعطاء قرض لمصر. ويُحسب له أيضاً، دوره المتقدم في النضال ضد سيطرة الشركات الأجنبية على نفط العراق وكبريته وثروته، ومشاركته في محاربة الفساد فيه. كلّ ذلك لم يمنعه من أن يجد نفسه في السجن عام 1968، رغم أنّه لم يكن على خلاف فكري مع التيار الحاكم. تنقّل خلال تسعة أشهر بين أربعة سجون، وذاق جميع أصناف التعذيب، لكن صلابته ساعدته على تحمُّل الآلام.
بعد خروجه من السجن، عاد إلى جامعة بغداد - فهو كما يلفت نظرنا يستمتع بمهنة التدريس - لكنّ أصحاب السلطة ضاقوا ذرعاً به. هكذا، شد الرحال عام 1974 إلى بيروت، حيث عُرضت عليه وظيفة في اللجنة الاقتصادية التابعة للأمم المتحدة، وشارك في تأسيس مركز دراسات الوحدة العربية. يعتز المدير العام بهذا المركز وبدار نشره، فهو لم يعد يحتاج إلى دعم مالي، بل يعتمد على المبيعات المرتفعة نسبياً لإصدارات المركز في العديد من المعارض العربية.
حين تسأل حسيب عن الانتماء القومي العربي، يذكرك بداية: «أنا من جيل نشأ وعيه على نكبة 1948». يتحدث رجل الاقتصاد عن عروبة حداثية، ثم يضيف: «هناك اتجاه عالمي نحو التكتلات الكبرى، وتشير الدراسات إلى أنّ الكتلة التي تقل عن 300 مليون نسمة لا أمل لها في المنافسة في عصر العولمة». هنا يأسف لغياب السلطة السياسة الديموقراطية التي تسمح للشعوب العربية بالمشاركة واتخاذ القرارات بشأن الوحدة وغيرها من القضايا. حين تسأله عن المستقبل العربي، تخونه صلابته، يتسلل شيء من العاطفة إلى كلامه. تعلو الابتسامة شفتيه، ويشي وجهه بالفرح مستعرضاً التجارب النيرة للمقاومة في لبنان وفلسطين والعراق. الرجل الذي التقى عبد الناصر مرات عدة، يصمت قليلاً ويضيف أنّه تردد قبل إعداد مذكراته. خاف أن يقرأ الجيل الجديد عن العذابات والمصاعب التي عاناها جيله دفاعاً عن القومية العربية فينصرف عنها.

## الحياة العملية

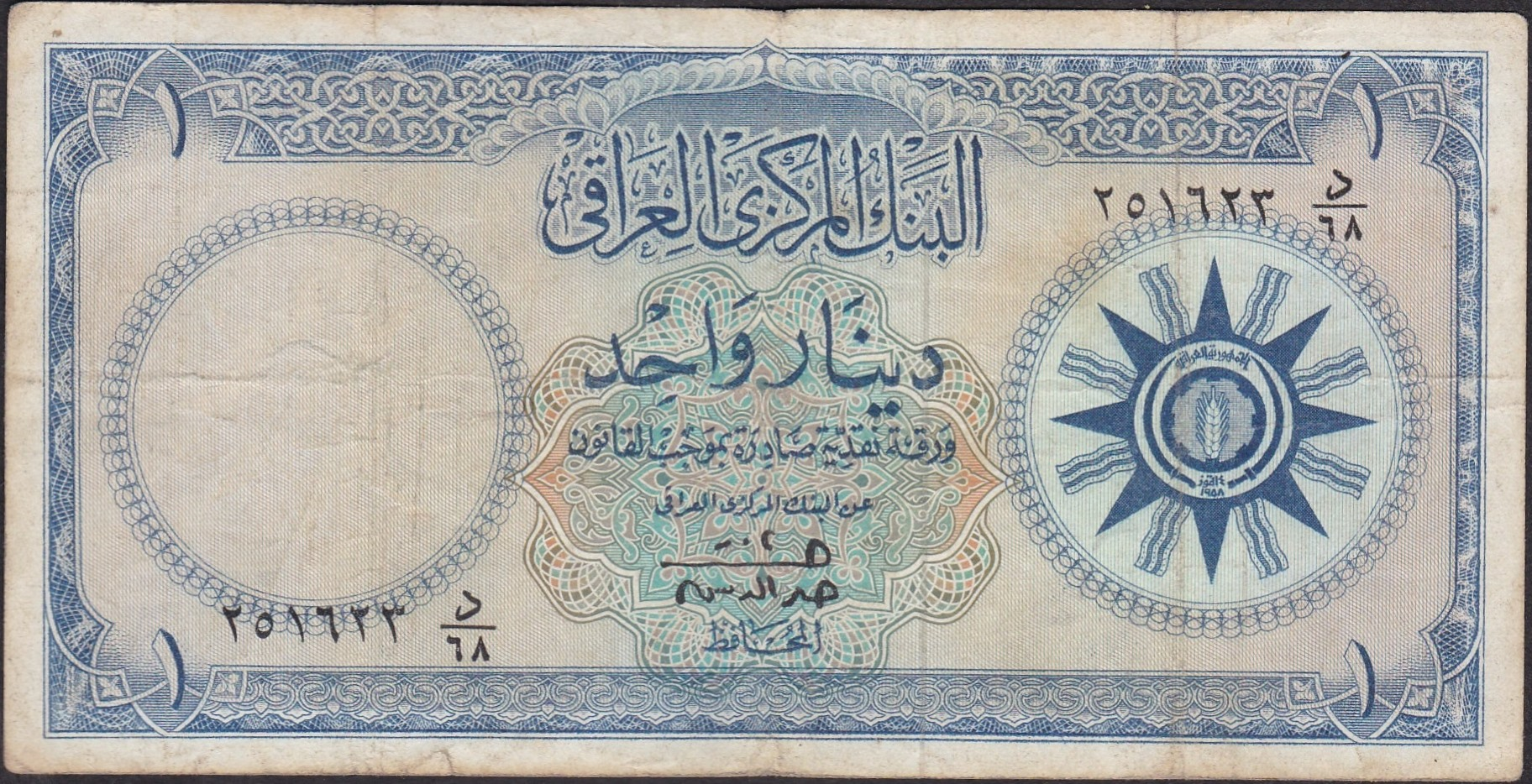
ورقة نقدية بقيمة واحد دينار تحمل توقيع خير الدين حسيب.

عمل خير الدين حسيب محاضرا في جامعة بغداد في الستينيات والسبعينيات. وشغل بعدها منصب محافظ البنك المركزي العراقي بدرجة وزير، وأصبح في نفس الوقت رئيسا للمؤسسة الاقتصادية العامة في العراق، التي أشرفت على جميع الانشطة الاقتصادية بعد تأميم المشاريع الكبرى. وكان وراء دراسة اعتمدت كأساس في عملية تأميم النفط بالعراق.

## المنظمات الأهلية
عاش خير الدين حسيب خارج العراق منذ 1974، ولكنه بقي يحتفظ بالجنسية العراقية. قام في تلك الفترة بتخصيص جهده لإنشاء مركز دراسات الوحدة العربية في بيروت وذلك في عام 1975. ويقوم المركز بتقديم الدراسات في الموضوعات المتعلقة بمختلف القضايا العربية والسياسية. وباعتباره مديرا عاما لمركز دراسات الوحدة العربية، أشرف على نشر أكثر من 500 دراسة، ظهرت بشكل كتب، بيع منها أكثر من مليون نسخة. أدار أيضا المجلة الشهرية الهامة: المستقبل العربي منذ 1978 بدون انقطاع. وصدر منها حتى شهر أغسطس عام 2007، 342 عددا وقد فاقت في توزيعها مليوني نسخة.
قام خير الدين حسيب بإنشاء منظمة "المؤتمر القومي العربي"، منذ عام 1990، الذي أصبح يضم اليوم قرابة 800 عضو من نخبة من المثقفين العرب، بمن فيهم المفكرون والكتاب وكبار السياسيين المخضرمين، ومنهم رؤساء دول وحكومات ووزراء ونواب سابقين. وقد شغل منصب أمينه العام في السنوات الأولى بعد إنشائه.
كذلك كان له دور فعال في المؤتمر القومي الإسلامي، والمنظمة العربية لحقوق الإنسان، المنظمة العربية للترجمة، المنظمة العربية لمكافحة الفساد، والتي في سنة 2004.